# Полісаріо
Полісаріо, або Народний фронт за визволення Сегіет-ель-Хамра та Ріо-де-Оро — військова організація, яка діє на території САДР та Західної Сахари. Після окупації марокканськими військами регіону Полісаріо почало партизанську війну проти Марокко. У 1990 році почав діяти режим припинення вогню в Західній Сахарі. Зараз Полісаріо є членом Організації Африканської Єдності.